# روبرت هيليارد
روبرت هيليارد (بالإنجليزية: Robert Hilliard) (7 أبريل 1904 – 22 فبراير 1937) هو ملاكم آيرلندي راحل، مثّل بلاده في الألعاب الأولمبية الصيفية 1924.

## روابط خارجية
روبرت هيليارد على موقع أوليمبيديا (الإنجليزية)